# Omiosia fuscipennana
Omiosia fuscipennana är en fjärilsart som beskrevs av Ewalk 1863. Omiosia fuscipennana ingår i släktet Omiosia och familjen björnspinnare. Inga underarter finns listade i Catalogue of Life.